# Міхалувек (Плонський повіт)
Міхалувек (пол. Michałówek) — село в Польщі, у гміні Залуський Плонського повіту Мазовецького воєводства.
Населення — 138 осіб (2011).
У 1975-1998 роках село належало до Цехановського воєводства.

## Демографія
Демографічна структура станом на 31 березня 2011 року:
|          | Загалом | Допрацездатний вік | Працездатний вік | Постпрацездатний вік |
| -------- | ------- | ------------------ | ---------------- | -------------------- |
| Чоловіки | 69      | 19                 | 41               | 9                    |
| Жінки    | 69      | 15                 | 35               | 19                   |
| Разом    | 138     | 34                 | 76               | 28                   |